# Wrightoporia solomonensis
Wrightoporia solomonensis är en svampart som först beskrevs av Corner, och fick sitt nu gällande namn av T. Hatt. 2003. Wrightoporia solomonensis ingår i släktet Wrightoporia och familjen Bondarzewiaceae.   Inga underarter finns listade i Catalogue of Life.